# 7179 Gassendi
7179 Gassendi è un asteroide della fascia principale. Scoperto nel 1991, presenta un'orbita caratterizzata da un semiasse maggiore pari a 2,9420150 UA e da un'eccentricità di 0,1248060, inclinata di 1,11862° rispetto all'eclittica.